# Януш Гловацки
Януш Анджей Гловацки (на полски: Janusz Andrzej Głowacki) е полски писател, драматург и сценарист. Член е на Асоциацията на полските писатели.

## Биография
Роден е на 13 септември 1938 година в град Познан. Учи полска филология във Варшавския университет. Въведеното през 1981 година военно положение в Полша кара писателя да емигрира в САЩ.

## Творчество
- Wirówka nonsensu (Варшава 1968 г.)
- Nowy taniec la-ba-da i inne opowiadania (Варшава 1970 г.)
- W nocy gorzej widać (Варшава 1972 г.)
- Cudzołóstwo ukarane (1972 г.)
- Paradis (Варшава 1973 г.)
- Mecz (1976 г.)
- Moc truchleje (Варшава 1981 г.)
- Polowanie na karaluchy (1990 г.)
- Fortynbras się upił (1990 г.)
- Antygona w Nowym Jorku – драма (1992 г.)
- Ścieki, skrzeki, karaluchy. Utwory prawie wszystkie (Варшава 1996 г.)
- Czwarta siostra (2000 г.)
- Ostatni cieć – роман (Варшава 2001 г.)
- Z głowy (Варшава 2004 г.)
- Jak być kochanym (Варшава 2005 г.)
- Good night, Dżerzi (Варшава 2010 г.)

### Киносценарии
- Polowanie na muchy (режисьор- Анджей Вайда 1969 г.)
- Rejs (режисьор – Марек Пивовски 1970 г.)
- Trzeba zabic te miłość (1972 г.)